# Николаевский областной художественный музей имени В. В. Верещагина
Николаевский областной художественный музей имени В. В. Верещагина (укр. Миколаївський обласний художній музей імені В. В. Верещагіна) — художественная галерея, расположенная в Николаеве. Музей расположен в доме № 47 по Большой Морской улице, являющемся памятником архитектуры второй половины XIX века.

## История
Музей основан в 1914 году членами местного общества любителей изобразительных искусств в качестве памятника художнику-баталисту Василию Верещагину. Первая коллекция музея была размещена в бывшем доме гауптвахты военного ведомства и включала произведения, которые были переданы Академией художеств, Русским музеем Александра III, а также личные вещи, которые были присланы вдовой В. В. Верещагина — Лидией Васильевной.
После Октябрьской революции собрание пополнилось произведениями из национализированных частных коллекций, картинами Р. Г. Судковского (переданными в 1924 году из Очакова братом художника), произведениями советских мастеров, которые поступили из Всеукраинского комитета по делам искусств.
Накануне Великой Отечественной войны коллекция музея насчитывала почти тысячу произведений. В годы фашистской оккупации музей был разграблен.
Восстановление началось сразу после освобождения города. В 1945 году музей восстановил свою работу в небольшой старинной усадьбе. Были найдены некоторые произведения В. В. Верещагина, его личные вещи, работы И. К. Айвазовского, Р. Г. Судковского, М. М. Антокольского и других художников. Большую помощь в формировании послевоенной коллекции предоставили Киевский музей русского искусства, Киевский музей западного и восточного искусства, Одесский художественный музей.
На протяжении 1970—1980 годов коллекция музея регулярно пополнялась за счёт поступлений из дирекции художественных выставок Министерства культуры СССР, УССР, Союза художников СССР, УССР и других организаций, а также из частных коллекций.
В 1980—1990 годах особое внимание при пополнении музея было уделено художественным традициям края. Приобретались работы старейших николаевских художников Д. К. Крайнева, Р. С. Соколовского, С. М. Старчеуса, В. И. Фирсова и других. В настоящее время художественный музей имени В. В. Верещагина обладает наибольшей и полной коллекцией работ современных николаевских художников М. А. Ряснянского, В. И. Золотухина, Д. А. Антонюка, А. П. Завгороднего, Н. Ф. Бережного, И. Я. Булавицкого, С. Ф. Сенкевич, Н. А. Мандриковой-Дончик, В. С. Покосенко.
В 1986 году музей переехал в новый просторный дом. В его залах на втором и третьем этажах развернулась экспозиция отечественного искусства, которая включает произведения живописи, скульптуры, декоративно-прикладного искусства, графики. В отдельном зале музея экспонируются произведения западноевропейского искусства.
В 2002 году музей был отмечен золотой медалью Российской академии художеств и Благотворительного фонда сохранения наследства В. В. Верещагина за реставрацию произведений художника, сохранение и популяризацию творчества мастера.
28 июля 2009 года решением президиума Академии искусств Украины музей был награждён серебряной медалью за пропаганду искусства, заслуги в эстетическом воспитании молодого поколения и в связи с 95-летием со дня основания.

## Сотрудники

### Директора
- 1922–1930 Риттих, Александр Александрович